# 이포 화이트 커피

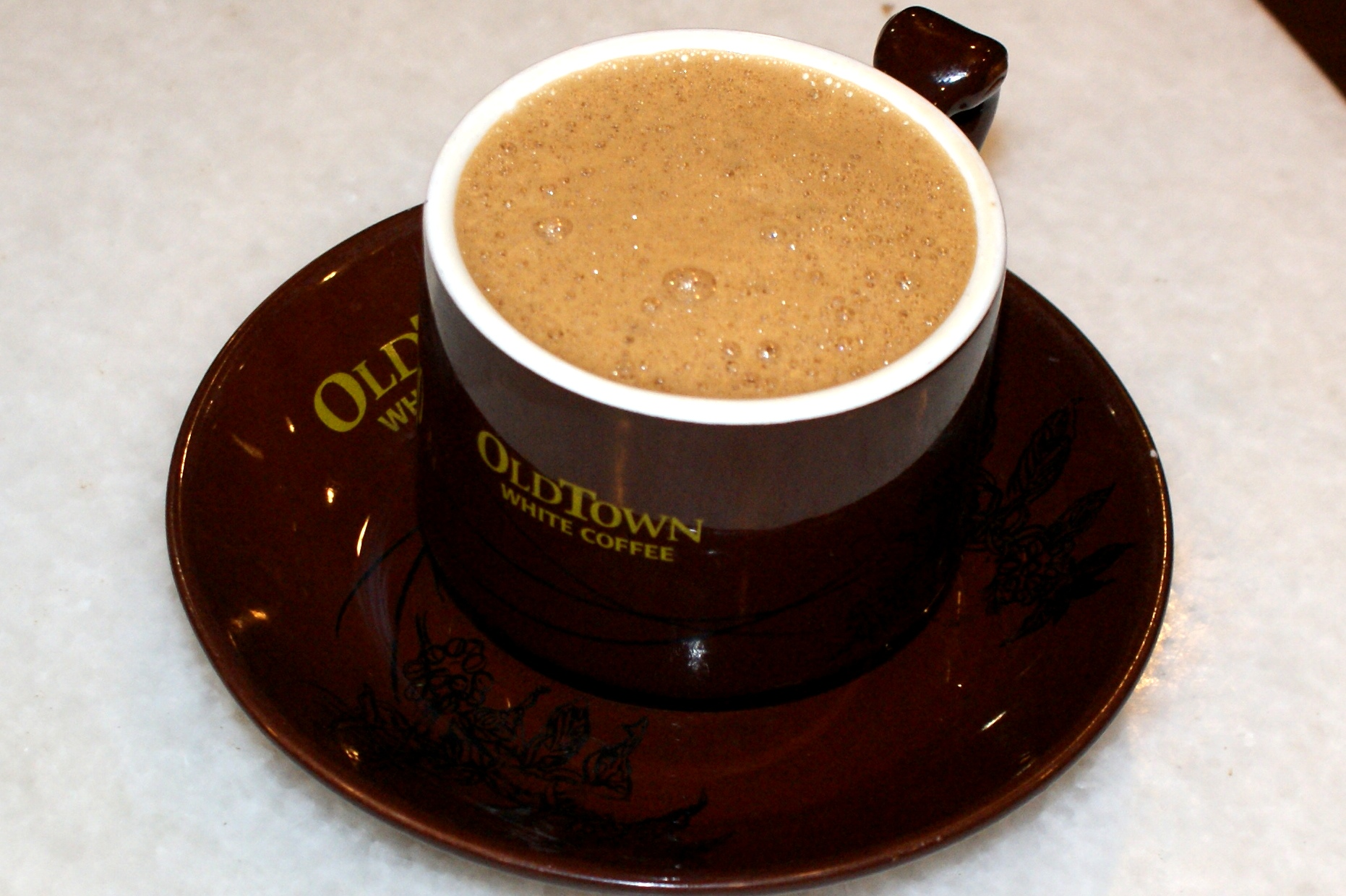
올드타운 화이트 커피의 화이트 커피

이포 화이트 커피(영어: Ipoh white coffee, 말레이어: Kopi putih Ipoh)는 말레이시아 페락주 이포에서 유래하는 커피의 종류 중 하나이다. 커피 원두는 팜유 마가린으로 로스팅되며, 그 결과로 생긴 커피는 연유를 넣어 만든다.
이포 화이트 커피는 인스턴트 식품으로도 판매되고 있다. 저녁 식후 마시는 경우도 많다.

## 같이 보기
- 올드타운 화이트 커피